# Eridacnis radcliffei
Eridacnis radcliffei är en hajart som beskrevs av Smith 1913. Eridacnis radcliffei ingår i släktet Eridacnis och familjen Proscylliidae. IUCN kategoriserar arten globalt som livskraftig. Inga underarter finns listade i Catalogue of Life.